# مهدیه حضرت علی اکبر (ع)
مهدیه حضرت علی‌اکبر (ع) یکی از مراکز مذهبی و فرهنگی شیعیان در شهر کرج، استان البرز است که در محلهٔ گلشهر قرار دارد. این مکان مذهبی با هدف برگزاری مراسم دینی و فرهنگی تأسیس شده و به دلیل فعالیت‌های گسترده، به‌عنوان یکی از پایگاه‌های مذهبی شاخص منطقه شناخته می‌شود.

## تاریخچه
مهدیه حضرت علی‌اکبر (ع) در دههٔ ۱۳۷۰ خورشیدی با مشارکت جمعی از خیرین و دوست‌داران اهل بیت (ع) تأسیس گردید. هدف اولیه از ایجاد آن، برگزاری منظم مراسم مذهبی و تمرکز هیئت‌های عزاداری محلهٔ گلشهر بود. با گذشت زمان و توسعهٔ ساختمان و امکانات، این مهدیه به مرکزی شناخته‌شده در سطح شهر کرج تبدیل شد.

## فعالیت‌ها
- برگزاری نماز جماعت و جلسات هفتگی دعای کمیل، دعای ندبه و دعای توسل
- اجرای مراسم عزاداری در ماه‌های محرم و صفر و اعیاد مذهبی
- برگزاری کلاس‌های آموزش قرآن برای کودکان، نوجوانان و بزرگسالان
- دعوت از روحانیون و سخنرانان مذهبی برای سخنرانی‌های دینی و اخلاقی
- اجرای برنامه‌های خیرخواهانه و اجتماعی مانند توزیع بسته‌های معیشتی و کمک به نیازمندان
- فعالیت‌های فرهنگی و آموزشی ویژهٔ نوجوانان و جوانان محله

## جایگاه اجتماعی
با توجه به جمعیت بالای محلهٔ گلشهر، مهدیه حضرت علی‌اکبر (ع) در بسیاری از مناسبت‌های مذهبی، میزبان جمعیت زیادی از مردم کرج است. این مکان به‌عنوان پایگاهی برای انسجام فعالیت‌های مذهبی و فرهنگی محلی عمل می‌کند و نقشی مؤثر در ارتباط هیئت‌های عزاداری گلشهر با دیگر نقاط کرج دارد.

## نشانی
مهدیه حضرت علی‌اکبر (ع) در محلهٔ گلشهر، شهر کرج، استان البرز واقع است.